# Steeve Elana
Pour les articles homonymes, voir Elana (homonymie).
Steeve Elana, né le 11 juillet 1980 à Aubervilliers, est un footballeur français, international martiniquais qui évolue au poste de gardien de but. Après sa fin de carrière, il a depuis fondé une association d'académie de football à Aix-en-Provence en compagnie de l'ancien défenseur central, Ronald Zubar.

## Carrière

### Débuts dans le football
D'ascendance martiniquaise, Steeve Elana naît à Aubervilliers, en Seine-Saint-Denis. Bénéficiant d'un gabarit solide (1,85 m pour 80 kg), il se forme au football en région parisienne, d'abord comme défenseur puis comme gardien. Habitant Pantin, il est licencié au FC Solitaires, club du 19e arrondissement de Paris.
À 16 ans, il s'inscrit en sport-études à Marseille, au Burel FC puis à l'Union sportive Marseille Endoume Catalans, où il est remarqué par les émissaires de l'Olympique de Marseille.
En 1999, à 19 ans, il intègre le centre de formation de l'Olympique de Marseille, où il bénéficie des conseils de l'entraîneur des gardiens Marc Lévy. Il intègre l'équipe de moins de 20 ans puis l'équipe réserve du club olympien, en CFA.

### Carrière professionnelle

#### ASOA Valence (2001-2002)
En 2001, il signe son premier contrat professionnel à l'ASOA Valence, en National, où il s'impose comme titulaire et participe à la promotion en Ligue 2.

#### SM Caen (2002-2005)
Il est repéré par le Stade Malherbe Caen, club ambitieux de L2, où il signe en 2002 comme doublure de Jean-Marie Aubry, avant de se voir confier la place de titulaire la saison suivante. Le club normand est promu en Ligue 1 en 2004 et Elana est titulaire. Il dispute son premier match en Ligue 1 le 7 août 2004 face au FC Istres (1-1). Il participe à dix rencontres avant de se blesser et voir Vincent Planté lui succéder avec brio dans les buts. Devenu remplaçant, il ne dispute ensuite que trois matchs lors de cette saison, qui voit finalement le club caennais retrouver la deuxième division.

#### Stade brestois (2005-2012)
Il signe la saison suivante au Stade brestois, pour deux ans, tout juste promu en L2. Titulaire, il connaît des saisons plus ou moins réussies, pendant lesquelles ses anciens coéquipiers caennais Bruno Grougi et Benoît Lesoimier le rejoignent. En 2007, il prolonge son contrat de trois ans. Lors de la saison 2008-2009, devant les résultats décevants du club, il est écarté par l'entraîneur Gérald Baticle au profit de Julien Lachuer. Le remplacement de l'entraîneur par Alex Dupont lui vaut de retrouver sa place en toute fin de saison. Le club brestois renoue avec les bons résultats la saison suivante et obtient finalement sa promotion en 2010. En mai 2010, alors qu'il vient d'être nommé meilleur gardien de Ligue 2 lors de la saison 2009-2010, il prolonge son contrat avec le Stade brestois de deux ans.
Le club breton réalise un début de saison remarquable dans l'élite. Le 30 octobre 2010, il devient le cinquième gardien de l'histoire du football français en Ligue 1 à être invaincu pendant huit matchs consécutifs, à la suite la victoire du Stade brestois 29 sur l'AS Saint-Étienne 2-0. Le Stade brestois est leader de Ligue 1 à l'issue de cette rencontre. Finalement Elana s'incline sur le terrain du Lille OSC face à l’attaquant Moussa Sow, après 832 minutes d'invincibilité. Il reste le premier gardien pour la saison 2011-2012, à la suite des arrivées de Lionel Cappone et de Joan Hartock,.

#### Lille OSC (2012-2016)
En fin de contrat avec Brest, il signe un contrat de trois ans en faveur du Lille OSC le 2 juillet 2012.
Le 20 novembre 2012, Steeve Elana joue le premier match de coupe d'Europe de sa carrière lors de la victoire 2-0 chez les Biélorusses du Bate Borisov. Le 5 décembre 2012, il garde une nouvelle fois la cage du club nordiste en Ligue des champions face au Valence CF (défaite 0-1). Il devient titulaire du poste de gardien à la suite du départ soudain de Mickaël Landreau au début de décembre 2012 et dispute à la suite son premier match de Ligue 1 avec Lille contre le FC Sochaux le 8 décembre 2012.
Le 23 juin 2016, bien qu'en contrat jusqu'en juin 2018, il est libéré de son contrat par le club nordiste.

#### Fin de carrière dans les divisions inférieures (2016-2021)
il est actuellement entraîneur des gardiens à l’olympique de valence
Le 21 juin 2016, il signe au Gazélec Football Club Ajaccio en Ligue 2. 
Le 23 juillet 2018, il signe au Tours Football Club en National.
Le 16 juillet 2019, il rejoint le Stade olympique choletais en National. 
Le 24 juillet 2020, il rejoint le Football Club de Martigues en National 2.

## Statistiques
| Saison                | Club                   | Championnat           | Championnat | Championnat | Coupe(s) nationale(s) | Coupe(s) nationale(s) | Compétition(s) continentale(s) | Compétition(s) continentale(s) | Compétition(s) continentale(s) | Martinique | Martinique | Total | Total |
| Saison                | Club                   | Division              | M.          | B.          | M.                    | B.                    | Comp.                          | M.                             | B.                             | M.         | B.         | M.    | B.    |
| 2000-2001             | Olympique de Marseille | Division 1            | -           | -           | -                     | -                     | -                              | -                              | -                              | -          | -          | 0     | 0     |
| 2001-2002             | ASOA Valence           | National              | 30          | 0           | 1                     | 0                     | -                              | -                              | -                              | -          | -          | 31    | 0     |
| 2002-2003             | SM Caen                | Ligue 2               | 12          | 0           | 1                     | 0                     | -                              | -                              | -                              | -          | -          | 13    | 0     |
| 2003-2004             | SM Caen                | Ligue 2               | 37          | 0           | 4                     | 0                     | -                              | -                              | -                              | -          | -          | 41    | 0     |
| 2004-2005             | SM Caen                | Ligue 1               | 13          | 0           | 2                     | 0                     | -                              | -                              | -                              | -          | -          | 15    | 0     |
| Sous-total            | Sous-total             | Sous-total            | 62          | 0           | 7                     | 0                     | -                              | -                              | -                              | -          | -          | 69    | 0     |
| 2005-2006             | Stade brestois 29      | Ligue 2               | 33          | 0           | 2                     | 0                     | -                              | -                              | -                              | -          | -          | 35    | 0     |
| 2006-2007             | Stade brestois 29      | Ligue 2               | 36          | 0           | -                     | -                     | -                              | -                              | -                              | -          | -          | 36    | 0     |
| 2007-2008             | Stade brestois 29      | Ligue 2               | 35          | 0           | 1                     | 0                     | -                              | -                              | -                              | -          | -          | 36    | 0     |
| 2008-2009             | Stade brestois 29      | Ligue 2               | 19          | 0           | 1                     | 0                     | -                              | -                              | -                              | -          | -          | 20    | 0     |
| 2009-2010             | Stade brestois 29      | Ligue 2               | 38          | 0           | 3                     | 0                     | -                              | -                              | -                              | -          | -          | 41    | 0     |
| 2010-2011             | Stade brestois 29      | Ligue 1               | 38          | 0           | 3                     | 0                     | -                              | -                              | -                              | -          | -          | 41    | 0     |
| 2011-2012             | Stade brestois 29      | Ligue 1               | 37          | 0           | -                     | -                     | -                              | -                              | -                              | -          | -          | 37    | 0     |
| Sous-total            | Sous-total             | Sous-total            | 236         | 0           | 10                    | 0                     | -                              | -                              | -                              | -          | -          | 246   | 0     |
| 2012-2013             | Lille OSC              | Ligue 1               | 20          | 0           | 6                     | 0                     | C1                             | 2                              | 0                              | -          | -          | 28    | 0     |
| 2013-2014             | Lille OSC              | Ligue 1               | -           | -           | 5                     | 0                     | -                              | -                              | -                              | -          | -          | 5     | 0     |
| 2014-2015             | Lille OSC              | Ligue 1               | -           | -           | 1                     | 0                     | C1+C3                          | 1+0                            | 0+0                            | 7          | 0          | 9     | 0     |
| 2015-2016             | Lille OSC              | Ligue 1               | -           | -           | 2                     | 0                     | -                              | -                              | -                              | -          | -          | 2     | 0     |
| Sous-total            | Sous-total             | Sous-total            | 20          | 0           | 14                    | 0                     | -                              | 3                              | 0                              | 7          | 0          | 44    | 0     |
| 2016-2017             | GFC Ajaccio            | Ligue 2               | 38          | 0           | -                     | -                     | -                              | -                              | -                              | -          | -          | 38    | 0     |
| 2017-2018             | GFC Ajaccio            | Ligue 2               | 36          | 0           | -                     | -                     | -                              | -                              | -                              | -          | -          | 36    | 0     |
| Sous-total            | Sous-total             | Sous-total            | 74          | 0           | -                     | -                     | -                              | -                              | -                              | -          | -          | 74    | 0     |
| 2018-2019             | Tours FC               | National              | 32          | 0           | 3                     | 0                     | -                              | -                              | -                              | -          | -          | 35    | 0     |
| 2019-2020             | SO Cholet              | National              | 25          | 0           | 1                     | 0                     | -                              | -                              | -                              | -          | -          | 26    | 0     |
| 2020-2021             | FC Martigues           | National 2            | 8           | 0           | 1                     | 0                     | -                              | -                              | -                              | -          | -          | 9     | 0     |
| Total sur la carrière | Total sur la carrière  | Total sur la carrière | 487         | 0           | 37                    | 0                     | -                              | 3                              | 0                              | 7          | 0          | 534   | 0     |

## Palmarès

### En club
Il est finaliste de la Coupe de la Ligue en 2005 avec le SM Caen puis en 2016 avec le LOSC Lille, et également vice-champion de France de Ligue 2 en 2004 avec le SM Caen et en 2010 avec le Stade brestois.

### Distinctions personnelles
Il remporte le Trophée UNFP du meilleur gardien de Ligue 2 en 2010 puis le Trophée France Football de l'Etoile d'Or du meilleur gardien en 2012. Il remporte également le Trophée du joueur du mois UNFP du meilleur joueur de Ligue 1 en octobre 2010.